# Who Killed the Electric Car?
Who Killed the Electric Car? – amerykański film dokumentalny z 2006 roku, którego reżyserem jest Chris Paine. Film przedstawia teorię spiskową, według której koncerny samochodowe, petrochemiczne, rząd Stanów Zjednoczonych i amerykańscy konsumenci blokują rozwój samochodów elektrycznych. Pokazuje też wiele różnych modeli samochodów, głównie General Motors EV1, ale także innych modeli elektrycznych, produkowanych dawniej przez firmy takie jak Nissan, Toyota, Ford, Honda, czy Chrysler, z których większość dziwnym zbiegiem okoliczności została po pewnym czasie odzyskana i zniszczona lub oddana do muzeów.

## Treść

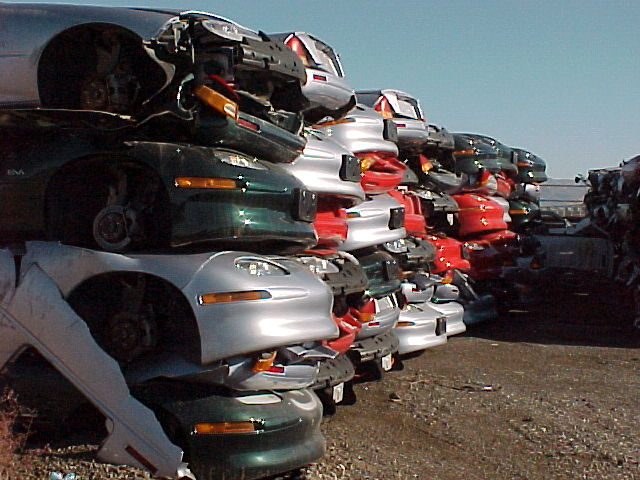
Złomowisko samochodów EV1 pokazane na filmie

W filmie przedstawiono historię pojazdów elektrycznych i próbowano odpowiedzieć na pytanie czemu nie są popularne skoro nie zanieczyszczają środowiska i nie wymagają takiej eksploatacji surowców naturalnych jak samochody z silnikiem spalinowym, a technologia produkcji aut elektrycznych była znana już w XIX wieku. Jak mówią twórcy filmu, w latach 90. XX wieku w Kalifornii pojawiły się samochody elektryczne, i mimo że nie zanieczyszczały środowiska, były dosyć wydajne i rozwijały prędkość około 130 km/h, to w 10 lat niemal zniknęły z ulic.
W filmie wymienionych jest wiele powodów, dla których samochody elektryczne wciąż nie są popularne. Począwszy od konsumentów, którzy nie kupują aut elektrycznych z przyzwyczajenia do spalinowych SUVów i przez niższe ceny benzyny, poprzez lobby petrochemiczne i samochodowe, które zarabiając na ropie blokują rozwój elektrycznych samochodów np. poprzez kupowanie patentów na akumulatory tak jak firma Chevron, po rząd USA.
W filmie wypowiada się także wiele celebrytów jeżdżących ekologicznymi samochodami, między innymi Mel Gibson i Tom Hanks oraz wpływowi amerykańscy politycy. Samochody zaprezentowane w filmie, które z jakichś powodów nigdy się nie przyjęły to oprócz EV1 także Nissan Hypermini, Toyota RAV4 EV i Honda EV Plus.

## Odbiór
General Motors w odpowiedzi na oskarżenia przedstawione w filmie napisało artykuł zatytułowany (Kto ignoruje fakty o samochodach elektrycznych?). Firma twierdzi, że w filmie nie zostały przedstawione wszystkie fakty. Według nich samochody EV1 zostały wycofane, bo jeździło nimi mało osób i nie był to komercyjny sukces. GM napisało także, że technologia użyta niegdyś w EV1 jest nadal stosowana w projektach samochodów hybrydowych.
W kwietniu 2011 premierę miał kolejny film reżysera Who Killed the Electric Car? pod tytułem Revenge of Electric Cars (Zemsta samochodów elektrycznych) pokazujący zmiany jakie zaszły na rynku samochodowym od czasu poprzedniego filmu i skutki walki o przywrócenie samochodów elektrycznych. Zaprezentowane są tam samochody elektryczne nowej generacji, które zdobywają popularność jak Nissan Leaf, Chevrolet Volt, czy modele wytwarzane przez amerykańskie przedsiębiorstwo startup – Tesla Motors.